# Нерина, Надя
Надя Нери́на, настоящее имя Надин Джадд (англ. Nadia Nerina, Nadine Judd; 21 октября 1927, Кейптаун, ЮАР — 6 октября 2008, Больё-сюр-Мер, Франция) — британская танцовщица балета южноафриканского происхождения. Выступала в балетах Фредерика Аштона и Михаила Фокина. С 1951 по 1966 год была ведущей солисткой Королевского балета Великобритании.

## Биография
Надин Джадд родилась 21 октября 1927 года в Кейптауне. Балетом она начала заниматься в восьмилетнем возрасте по рекомендации врача и вскоре впервые выступила на сцене, в роли ребёнка Чио-Чио-сан в «Мадам Баттерфляй». Позднее семья переехала в Дурбан, где Надин начала заниматься у таких преподавателей, как Эйлин Киган, танцевавшая в труппе Анны Павловой, и Доротея МакНейр. Поскольку талант девочки был очевиден, преподаватели посоветовали её отцу (матери к тому времени не было в живых) послать её для дальнейшего обучения в Англию. В возрасте 17 лет она отправилась, вместе с другими южноафриканскими танцорами (включая будущего известного танцора и хореографа Джона Кранко), в Великобританию на корабле.
В Лондоне Надин занималась у Мари Рамбер и Эльзы Брунеллески, а также посещала «соперничающую» школу Нинетт де Валуа. Кроме того, она ездила в Париж совершенствовать технику у Ольги Преображенской. В апреле 1946 года Надин Джадд, по приглашению Нинетт де Валуа, вошла в её новую балетную труппу « Sadler’s Wells Theatre Ballet». Тогда же она взяла себе псевдоним «Надя Нерина» — в честь матери и южноафриканского цветка. Первым большим успехом артистки стало выступление в балете «Mardi Gras» Андре Ховард. В декабре 1947 года Надин перешла в труппу «Sadler’s Wells Ballet» при театре Ковент-Гарден, и вскоре получила партию в «Шопениане» Фокина, где её партнёром стал Алексис Расин. В 1948 году Фредерик Аштон создал специально для неё роль Феи весны в своей версии «Золушки» (позднее она исполнит в этом балете заглавную роль). Впоследствии Аштон создал для Нерины такие роли, как Королева Земли в «Приношении королеве» (Homage to the Queen, 1953), одной из трёх солисток в «Вариациях на тему Пёрселла» (1955) и одной из семи балерин в «Подарке на день рождения» (1956). Тогда же, в 1948 году, Нерина исполнила партию Танцовщицы канкана в «Волшебной лавке» Мясина, изначально созданную им для Лидии Лопуховой.
В 1951 году, после исполнения партии Авроры в «Спящей красавице», Надя Нерина стала ведущей солисткой Королевского балета. В 1950-х годах она танцевала ведущие партии в ряде классических балетов: «Спящей красавице», «Лебедином озере», «Жизели». В 1954 году Нерина получила партию Сванильды в «Коппелии», поставленной де Валуа. Она также выступала в ряде балетов Фокина: «Жар-птице», «Призраке Розы», «Карнавале», «Петрушке». В 1960 году она создала одну из самых ярких своих ролей — Лизы в «Тщетной предосторожности» Герольда, поставленной Аштоном с учётом индивидуальности артистки.
В 1956 году Надя Нерина вышла замуж за антрепренёра Чарльза Гордона. В 1960 и 1961 годах она стала одной из первых английских балерин, гастролировавших в Советском Союзе (Москве и Ленинграде). В частности, в Большом театре она танцевала «Лебединое озеро» с Николаем Фадеечевым, а в Мариинском — «Жизель» с Константином Сергеевым. Танец Нерины отличался технической виртуозностью; критики отмечали её лёгкий, необычайно высокий прыжок и широту танца. Артистке одинаково удавались партии в классических и современных балетах.
С 1967 по 1965 год Надя Нерина многократно снималась на телевидении в студийных балетных постановках. В 1966 году она ушла из труппы Королевского балета, однако продолжала выступать в качестве приглашённой артистки до 1968 года. В 1967 году Аштон
переработал свою прежнюю постановку «Сильвии» в одноактный балет, и Нерина дважды исполнила заглавную партию. Выступление в роли Сильвии 20 января 1968 года стало последним на сцене Королевского оперного театра. В 1975 году вышла книга мемуаров артистки: «Ballerina: Portraits and Impressions of Nadia Nerina». В 1977 году она была в составе жюри Международного конкурса артистов балета в Москве.
Последние годы жизни Надя Нерина провела вместе с мужем на юге Франции. Скончалась 6 октября 2008 года в Больё-сюр-Мер.

## Комментарии
1. ↑  В ряде источников местом рождения назван Блумфонтейн[3][4].